# Sapiston
Sapiston is een civil parish in het bestuurlijke gebied West Suffolk, in het Engelse graafschap Suffolk met 164 inwoners. Sapiston komt in het Domesday Book (1086) voor als 'Sapestuna'.